# Badminton bei den Island Games 1987
Bei den Island Games 1987 wurden auf Guernsey sechs Badmintonwettbewerbe ausgetragen.

## Medaillengewinner
| Disziplin    | Gold                                   | Silber                             | Bronze                           |
| ------------ | -------------------------------------- | ---------------------------------- | -------------------------------- |
| Herreneinzel | Jimmy McKenna                          | Guðmundur Adolfsson                | Ármann Þorvaldsson               |
| Herreneinzel | Jimmy McKenna                          | Guðmundur Adolfsson                | Víðir Bragason                   |
| Dameneinzel  | Sally Podger                           | Susan Bowditch                     | Wendy Luxton                     |
| Dameneinzel  | Sally Podger                           | Susan Bowditch                     | Sharon Hutchings                 |
| Herrendoppel | Ármann Þorvaldsson Guðmundur Adolfsson | Steve Watson Ian Coombs-Goodfellow | Darren Le Tissier Andrew Trebert |
| Herrendoppel | Ármann Þorvaldsson Guðmundur Adolfsson | Steve Watson Ian Coombs-Goodfellow | Andrew Podger John Stuart        |
| Damendoppel  | Sally Podger Wendy Luxton              | Susan Bowditch Sarah Le Moigne     | Muriel Cain Sharon Nicholson     |
| Damendoppel  | Sally Podger Wendy Luxton              | Susan Bowditch Sarah Le Moigne     | Sally Adams Jean Lawson          |
| Mixed        | Steve Watson Jean Lawson               | Andrew Podger Sally Podger         | John Stuart Sarah Le Moigne      |
| Mixed        | Steve Watson Jean Lawson               | Andrew Podger Sally Podger         | Andrew Trebert Wendy Luxton      |
| Team         | Guernsey                               | Island                             | Jersey                           |